# Áreas Protegidas da Guatemala

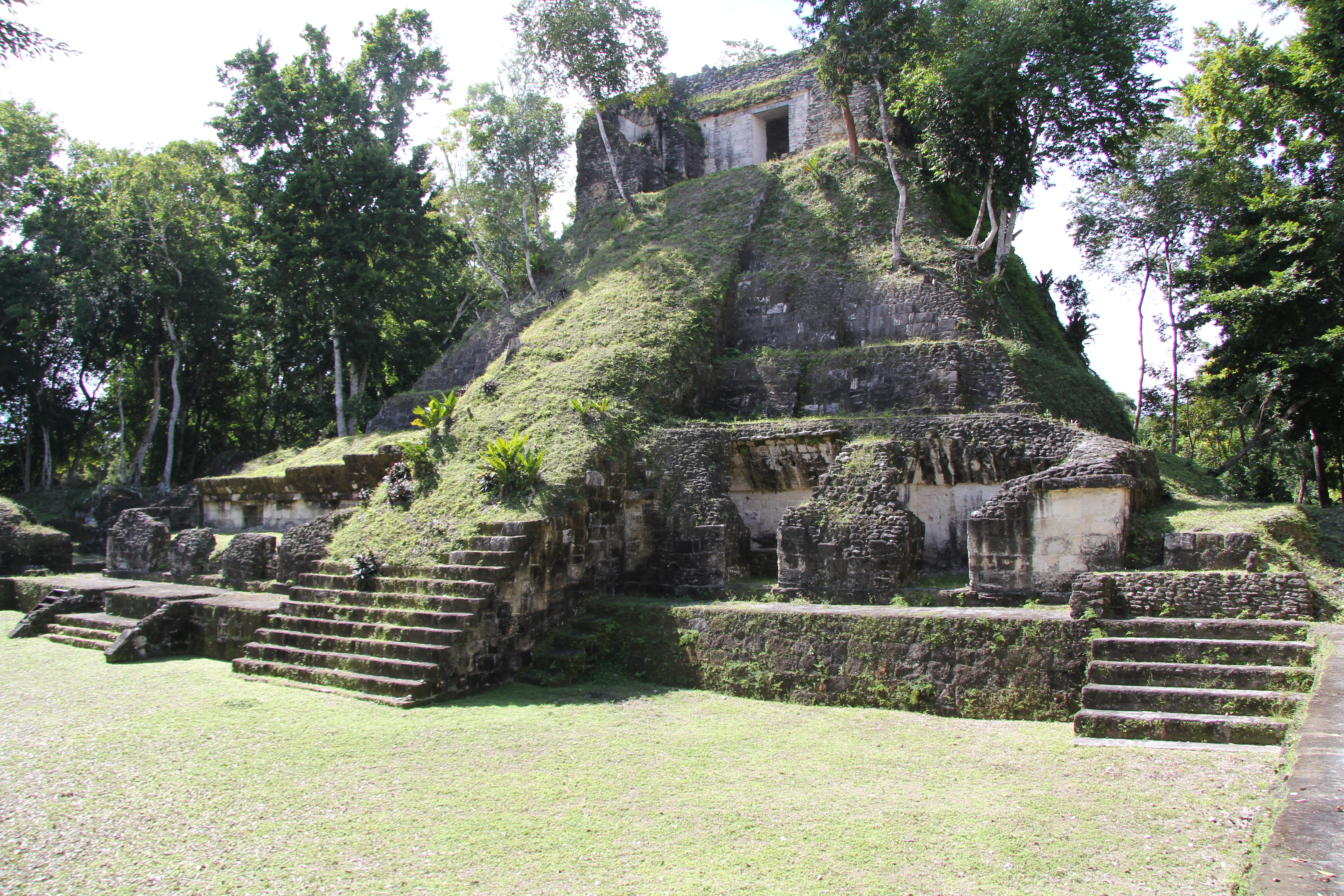
Ruínas maias na Reserva da Biosfera Yaxhá Nakum Naranjo, uma área protegida guatemalteca.

As áreas protegidas da Guatemala estão organizadas no Sistema Guatemalteco de Áreas Protegidas (SIGAP), que reúne todas as áreas protegidas do país e as entidades que as administram. Foi criado para perseguir objetivos de conservação, reabilitação e proteção da diversidade biológica e dos recursos naturais do país. O órgão máximo de dito Sistema é o Conselho Nacional de Áreas Protegidas.
Cerca de 31.04% do território nacional encontra-se sob algum regime de proteção, num total de 309 áreas protegidas nacionais, municipais e privadas, que ocupam uma área total de 3,482,765.71 hectares (3.380.176,71 hectares terrestres e 102.589,00 hectares marítimos).

## Categorias
O Sistema Guatemalteco de Áreas Protegidas foi criado pela Lei de Áreas Protegidas (Decreto no. 4-89 do Congresso da República da Guatemala), que inclui as seguintes categorias:
- Parques Nacionais,
- Reservas Biológicas,
- Biotopos,
- Reservas da Biosfera,
- Áreas de Uso Múltiplo,
- Mananciais,
- Reservas Florestais,
- Refúgios de Vida Silvestre,
- Monumentos Naturais,
- Monumentos Culturais,
- Rotas e Vias Cênicas,
- Parques Históricos,
- Parques Regionais,
- Áreas Recreativas Naturais,
- Reservas Naturais Privadas.

além de outras que se estabeleçam no futuro, com fins similares.